# Maurice Ewing Medal (SEG)
Die Maurice Ewing Medal ist die höchste Auszeichnung der Society of Exploration Geophysicists (SEG) für besondere Leistungen auf dem Gebiet der Angewandten Geophysik (geophysikalische Erkundung, Exploration Geophysics). Sie ist mit der Ehrenmitgliedschaft der Gesellschaft verbunden, ist nach Maurice Ewing benannt und wird seit 1978 jährlich oder in größeren Abständen verliehen.
Es gibt auch eine Maurice Ewing Medal (AGU).

## Preisträger
- 1978 Cecil H. Green
- 1979 C. Hewitt Dix
- 1981 J. Tuzo Wilson
- 1982 Frank Press
- 1983 W. Harry Mayne
- 1984 Lewis L. Nettleton
- 1985 Nigel A. Anstey
- 1986 J. E. White
- 1987 Arthur A. Brant
- 1988 Franklyn K. Levin
- 1989 Sven Treitel
- 1990 Milo M. Backus
- 1991 Theodor Krey
- 1992 Jon F. Claerbout
- 1993 M. Turhan Taner
- 1995 Harold O. Seigel
- 1996 Kenneth L. Larner
- 1997 T. R. LaFehr
- 1998 Robert E. Sheriff
- 1999 Gerald H. F. Gardner
- 2000 Stanley H. Ward
- 2001 Enders A. Robinson
- 2002 Gordon F. West
- 2003 A. J. Berkhout
- 2004 Vlastislav Cervený
- 2005 Robert J. Graebner
- 2006 Fred Hilterman
- 2007 Roy Oliver Lindseth
- 2008 John W. C. Sherwood
- 2009 David W. Strangway
- 2010 M. Nafi Toksöz, Anthony R. Barringer
- 2011 Amos M. Nur
- 2012 George A. McMechan
- 2013 Peter Hubral
- 2014 Norman Bleistein
- 2015 Manik Talwani
- 2016 Arthur B. Weglein
- 2017 Samuel Gray
- 2018 Albert Tarantola
- 2019 Robert H. Stolt
- 2020 Leon Thomsen
- 2021 Rosemary Knight
- 2022 Öz Yilmaz
- 2023 Kurt J. Marfurt
- 2024 Mark Zoback
- 2025 Gary Mavko